# Luka Ivanušec
Luka Ivanušec (kiejtése [lûːka iʋanǔʃets], Varasd, 1998. november 26. –) horvát válogatott labdarúgó, a Feyenoord játékosa.

## Pályafutása

### Klubcsapatokban
A Novi Marof és az NK Varaždin korosztályos csapataiban nevelkedett egészen 2015-ig, amikor is csatlakozott a Lokomotiva Zagreb akadémiájához. 2015. december 20-án debütált a Slaven Belupo ellen 3–0-ra megnyert bajnoki mérkőzésen a 85. percben Josip Ćorić cseréjeként. 2019 augusztusában a skót Celtic és a görög Olimbiakósz is szerződtetni szerette volna, de ő a Dinamo Zagreb csapatát választotta. Augusztus 31-én mutatkozott be a Hajduk Split ellen 1–0-ra elvesztett bajnoki találkozón. November 6-án első gólját szerezte meg tétmérkőzésen az ukrán Sahtar Doneck elleni UEFA-bajnokok ligája mérkőzésen. December 13-án a Rijeka elleni 2–2-es derbin a bajnokság történetének egyik leggyorsabb gólját szerezte, mindössze 21 másodpercet követően. 2023. július 25-én mesterhármast szerzett az Asztana elleni UEFA-bajnokok ligája 2. selejtezőkörében.
2023. augusztus 25-én a holland Feyenoord bejelentette, hogy 5 éves szerződést írt alá vele. Szeptember 16-án megszerezte első gólját a bajnokságban az SC Heerenveen ellen 6–1-re megnyert találkozón.

### A válogatottban
Részt vett 2015-ös U17-es labdarúgó-világbajnokságon és a 2016-os U19-es labdarúgó-Európa-bajnokságon. 2017. január 11-én mutatkozott be a válogatottban Chile ellen a Kína kupában. A következő mérkőzésen Kína ellen megszerezte első válogatott gólját, amivel ő lett a legfiatalabb gólszerző, megelőzve Ivan Rakitićt.
Bekerült a 2019-es és a 2021-es U21-es labdarúgó-Európa-bajnokságon részvevő válogatottba. 2021. május 17-én kihirdette 26 fős keretét Zlatko Dalić szövetségi kapitány, amiben ő is szerepelt. 2024. május 20-án bekerült Zlatko Dalić szövetségi kapitány a 2024-es labdarúgó-Európa-bajnokságra készülő 26 fős keretébe.

## Statisztika

### Klub
2021. május 12-i állapotnak megfelelően.
| Klub              | Szezon   | Bajnokság | Bajnokság | Bajnokság | Kupa  | Kupa  | Nemzetközi | Nemzetközi | Összesen | Összesen |
| Klub              | Szezon   | Osztály   | Mérk.     | Gólok     | Mérk. | Gólok | Mérk.      | Gólok      | Mérk.    | Gólok    |
| ----------------- | -------- | --------- | --------- | --------- | ----- | ----- | ---------- | ---------- | -------- | -------- |
| Lokomotiva Zagreb | 2015–16  | Prva HNL  | 1         | 0         | 0     | 0     | 0          | 0          | 1        | 0        |
| Lokomotiva Zagreb | 2016–17  | Prva HNL  | 22        | 1         | 3     | 0     | 4          | 0          | 29       | 1        |
| Lokomotiva Zagreb | 2017–18  | Prva HNL  | 21        | 1         | 4     | 1     | —          | —          | 25       | 2        |
| Lokomotiva Zagreb | 2018–19  | Prva HNL  | 31        | 6         | 3     | 0     | —          | —          | 34       | 6        |
| Lokomotiva Zagreb | 2019–20  | Prva HNL  | 3         | 1         | —     | —     | —          | —          | 3        | 1        |
| Lokomotiva Zagreb | Összesen | Összesen  | 78        | 9         | 10    | 1     | 4          | 0          | 92       | 10       |
| Dinamo Zagreb     | 2019–20  | Prva HNL  | 24        | 4         | 1     | 0     | 4          | 1          | 29       | 5        |
| Dinamo Zagreb     | 2020–21  | Prva HNL  | 30        | 7         | 5     | 1     | 13         | 1          | 48       | 9        |
| Dinamo Zagreb     | Összesen | Összesen  | 54        | 11        | 6     | 1     | 17         | 2          | 77       | 14       |
| Összesen          | Összesen | Összesen  | 132       | 20        | 16    | 2     | 21         | 2          | 169      | 24       |

### Válogatott
2021. március 30-i állapot szerint.
| Válogatott   | Szezon   | Mérkőzés | Gól |
| ------------ | -------- | -------- | --- |
| Horvátország | 2017     | 2        | 1   |
| Horvátország | 2018     | 0        | 0   |
| Horvátország | 2019     | 0        | 0   |
| Horvátország | 2020     | 0        | 0   |
| Horvátország | 2021     | 0        | 0   |
| Összesen     | Összesen | 2        | 1   |

### Góljai a válogatottban
2018. július 22-i állapot szerint.
|   | Időpont          | Helyszín                             | Ellenfél | Gólok | Eredmény | Kiírás            |
| - | ---------------- | ------------------------------------ | -------- | ----- | -------- | ----------------- |
| 1 | 2017. január 14. | Guangxi Sports Center, Nanning, Kína | Kína     | 1–0   | 1–1      | 2017-es Kína kupa |

## Sikerei, díjai

### Klub
- Dinamo Zagreb
  - Prva HNL: 2019–20, 2020–21, 2021–22, 2022–23
  - Horvát kupa: 2020–21
  - Horvát szuperkupa: 2022 , 2023

- Feyenoord
  - Holland kupa: 2023–24